# Гольф у році 2000-му
«Гольф у році 2000-му» (англ. Golf in the Year 2000, or, What We Are Coming To) — роман Дж. Маккулога 1892 року. Зразок наукової фантастики вікторіанської епохи та приклад фантастичної подорожі у часі. Роман розповідає історію Александра Дж. Гібсона, який міцно заснув у 1892 році, а прокинувся вже в 2000 році.

## Сюжет
Роман розповідає про Александра Дж. Гібсона, коли він на початку XXI століття прокидається після 108 років сну та знайомиться з новим господарем будинку. Як і Гібсон, господар — затятий гравець у гольф. Значна частина твору обертається навколо відвідування двома чоловіками поля для гольфу, де Гібсон з перших вуст дізнається про радикальні зміни, які внесли технології в цю гру. Тепер з'явилися гольф-клуби, які автоматично зберігають кількість набраних очок своїми членами, гольф-кедді без водіїв або візки, й спеціальні куртки, які повинні носити всі, хто кожного разу кричать «Форе!», коли гравець розпочинає свій розмах. З 1927 року (в цій хронологічній лінії) проводяться чемпіонати світу з гольфу.

## Аналіз
Деякі передбачення в романі надивовижу точні, саме тому Маккулога вже називали своєрідним «другим Нострадамусом».
Тогочасні читачі були зачаровані багатьма вражаючи точними «прогнозами», що з'явилися в «Гольфі у році 2000-му». До них належать швидкісні поїзди, цифрові годинники та телебачення, за допомогою різноманітних дзеркал (хоча ці конкретні терміни й не використовуються). Ці передбачення прогнозували конвертацію британського фунта в десяткові монети. Дж. Маккулог, зокрема, не передбачав сучасних авіаперельотів, натомість припустив, що підводні поїзди скоротять час трансатлантичного подорожі до декількох годин. Так само на жарт Гібсона щодо подорожі на Місяць відповідає поясненням, що для цього знадобиться ще декілька поколінь. Передбачає форму хімічної війни, проте вона повинна мати зовсім інший вплив.
Одне з «передбачень» роману — надання прав жінкам. Зокрема, жінки жосягли майже повної рівності з чоловіками, але з деякими винятками та новими відмінностями. Гібсон дізнається, що жінки 2000 року одягаються майже як чоловіки, займають ключові посади в бізнесі (банківські чиновники виключно жінки) та уряді (проте ще не посаду прем'єр-міністра, через дрібне суперництво), й насправді виконують майже всю роботу, тоді як чоловіки грають у гольф повний робочий день. На думку вигаданого оповідача, це справжня утопія, хоча він й не знаходить жінок 2000 року на свій смак.

## Видання
Вперше опублікована 1892 року видавництвом Unwin у Лондоні. Рідкісне перше видання, продане на аукціоні в січні 2005 року за 2240 доларів американському колекціонеру пам’яток гольфу на ім’я Джеймс Еспінола. Книгу перевидали 1998 року Rutledge Hill Press, а також доступна в інтернеті онлайн.